# Saint-Momelin
Saint-Momelin, westflämisch: Sint-Momelingn, ist eine französische Gemeinde im Département Nord in der Region Hauts-de-France. Sie gehört zum Arrondissement Dunkerque und zum Kanton Wormhout. Die Bewohner nennen sich Saint-Momelinois.

## Lage
Die Gemeinde Saint-Momelin liegt in Französisch-Flandern an der kanalisierten Aa, die hier die Grenze zum Département Pas-de-Calais bildet, fünf Kilometer nördlich der Innenstadt von Saint-Omer. Sie grenzt im Nordosten an Wulverdinghe, im Osten an Lederzeele, im Südosten an Nieurlet, im Süden an Saint-Omer, im Südwesten an Serques und im Nordwesten an Watten.

## Bevölkerungsentwicklung
| Jahr                       | 1962 | 1968 | 1975 | 1982 | 1990 | 1999 | 2009 | 2021 |
| Einwohner                  | 317  | 319  | 335  | 384  | 389  | 394  | 402  | 418  |
| Quellen: Cassini und INSEE |      |      |      |      |      |      |      |      |

## Sehenswürdigkeiten

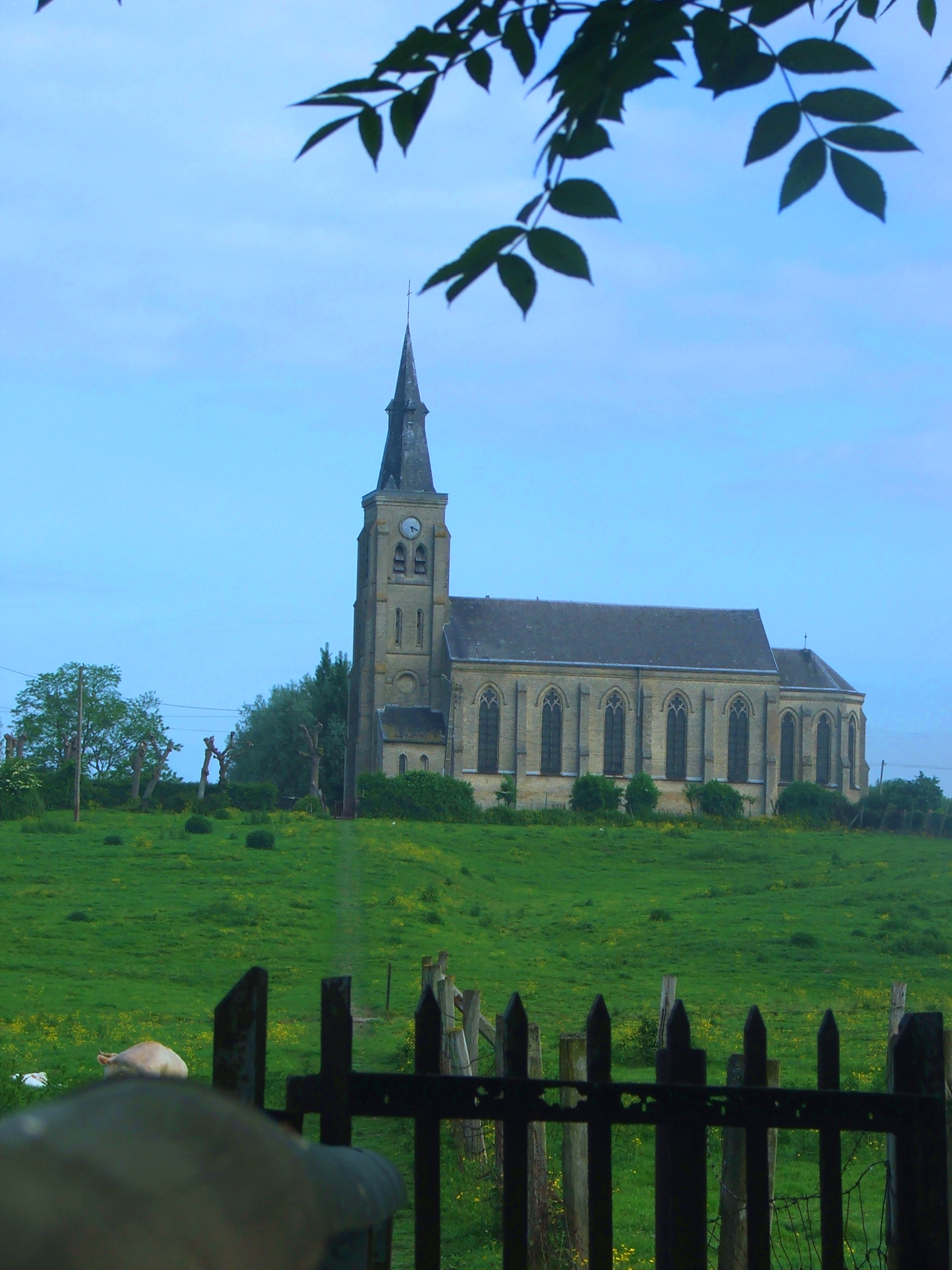
Kirche Saint-Momelin
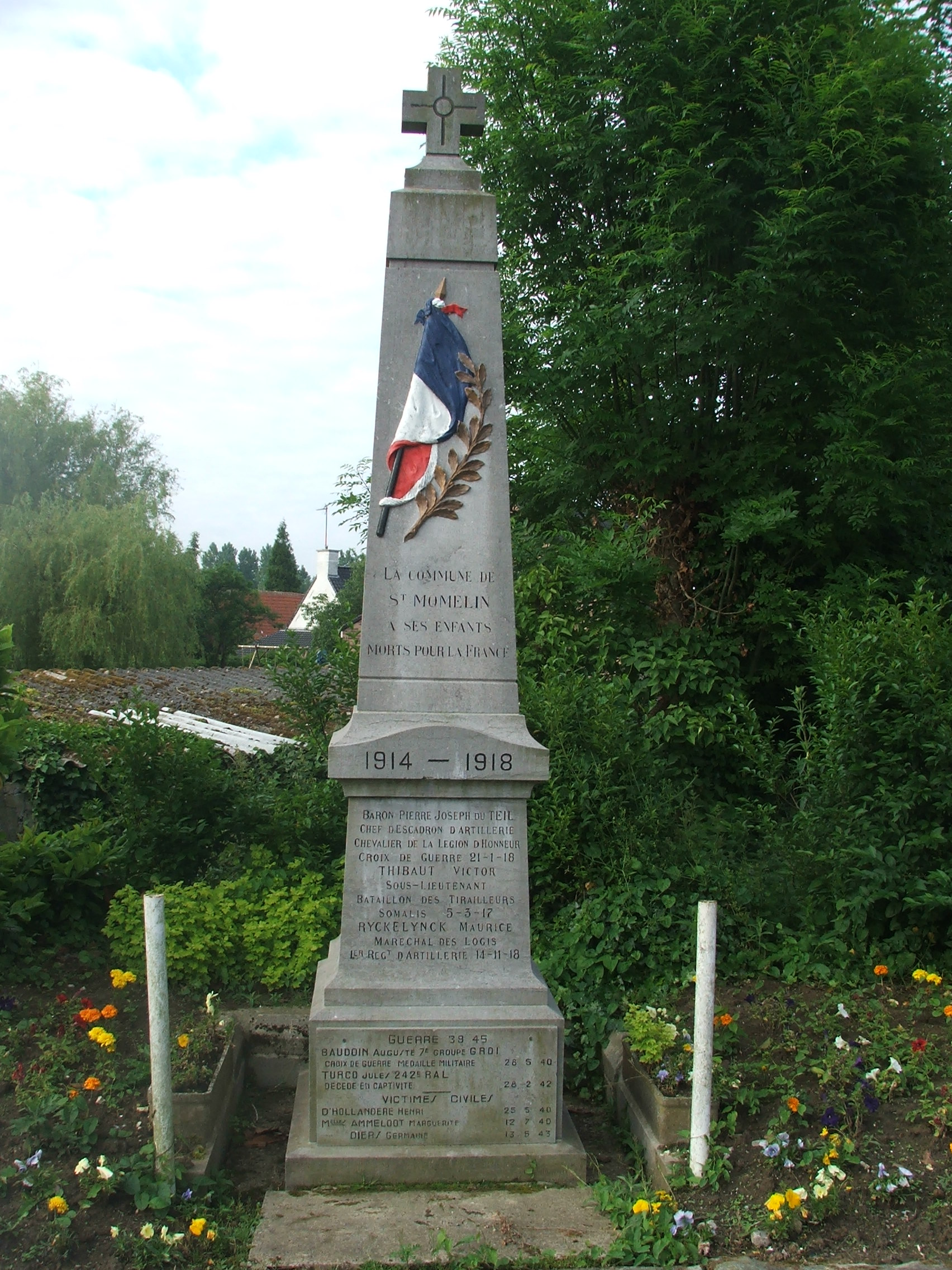
Gefallenendenkmal

- Kirche Saint-Momelin
- Gefallenendenkmal